# Silver Spring
Silver Spring – miejscowość spisowa (obszar niemunicypalny) w Stanach Zjednoczonych, w stanie Maryland, w hrabstwie Montgomery. Według spisu w 2020 roku liczy 81 tys. mieszkańców. Jest częścią obszaru metropolitalnego Waszyngtonu. 
Swoje siedziby mają tutaj Agencja Żywności i Leków, Discovery Channel, Kościół Adwentystów Dnia Siódmego i Narodowa Agencja Oceanów i Atmosfery.

## Demografia
Według danych z 2021 roku, aż 34,5% mieszkańców urodziło się poza granicami Stanów Zjednoczonych. Struktura rasowa przedstawiała się następująco:
- biali nielatynoscy – 34,4%
- czarni lub Afroamerykanie – 29,3%
- Latynosi – 24,6%
- Azjaci – 7,9%
- rasy mieszanej – 6,8%
- rdzenni Amerykanie – 0,4%.

Miejscowość posiada najwyższy odsetek osób pochodzenia etiopskiego (4,7%) wśród miejscowości Stanów Zjednoczonych liczących co najmniej 50 tys. mieszkańców.

## Ludzie urodzeni w Silver Spring
- Nora Roberts (ur. 1950) – pisarka
- Lewis Black (ur. 1948) – komik i aktor
- Dominique Dawes (ur. 1976) – gimnastyczka artystyczna
- Rebecca Sugar (ur. 1987) – animatorka i scenarzystka
- Victor Oladipo (ur. 1992) – koszykarz
- Crystal Chappell (ur. 1965) – aktorka telewizyjna.